# الدرب (الطيال)

تعديل مصدري - تعديل

الدرب هي إحدى قرى عزلة جبل اللوز بمديرية الطيال التابعة لمحافظة صنعاء، بلغ تعداد سكانها 1008 نسمة حسب تعداد اليمن لعام 2004.